# 全國夏季學院
全國夏季學院，為中華民國教育部的教學計畫項目，2010年根據《教育部補助獎勵大學教學卓越計畫及區域教學資源中心計畫實施要點》創辦。國立臺灣大學原為北二區區域教學資源中心，2019年起擴展成全國夏季學院，主要辦理「全國性暑期通識課程」，提供全國大專院校學生多元教學成就大學博雅教育，並加強校際交流合作，部分課程還開放高中生修習。

2022年夏季學院開學典禮時，邀請到知名法籍花藝師柯力文（Claude Cossec）現場展示花卉藝術，花藝課程也包含在所開設的36門跨校通識課程當中。
截至2025年（114學年度）全國夏季學院夥伴學校，北北基有29所，桃竹苗有12所，中彰投有16所，雲嘉南有8所，宜花東有6所，高屏有10所，離島有1所。